# Rejon chasawiurcki
Rejon chasawiurcki (ros. Хасавюртовский район) – jednostka administracyjna wchodząca w skład Dagestanu w Rosji.
Centrum administracyjnym rejonu jest miasto Chasawiurt, które nie jest jego częścią.

## Geografia
Rejon znajduje się w zachodniej części Dagestanu. Graniczy on z Czeczenią (wchodzącą w skład Rosji) od zachodu, z rejonem babajurtowskim od północy, z rejonem kiziljurckim od wschodu, z rejonem kazbiekowskim od południa i z rejonem nowolakskim od południowego zachodu. Otacza on miasto Chasawiurt o statucie rejonu.
Powierzchnia rejonu wynosi 1423,58 km².
Ważniejszymi rzekami rejonu są Aktasz i Jamansu.
Przez rejon przebiega droga federalna R217 «Kaukaz».

## Demografia
W 2022 roku rejon zamieszkiwały 163 364 osoby.
Grupy etniczne i narodowości w 2010 (bez miasta Chasawiurt):
• Awarowie – 44 360 (31,4%)
• Kumycy – 43 321 (30,7%)
• Czeczeni – 36 391 (25,8%)
• Dargijczycy – 7 613 (5,39%)
• Lezgini – 7 475 (5,29%)
• Rosjanie – 343 (0,24%)
• Lakowie – 322 (0,23%)
• inny – 543 (0,38%)
• nie wskazano – 864 (0,61%)